# American Ultra
American Ultra är en amerikansk actionkomedifilm från 2015, regisserad av Nima Nourizadeh och skriven av Max Landis. Filmen hade svensk premiär den 11 september 2015, och medverkas av Jesse Eisenberg, Kristen Stewart, Topher Grace, Connie Britton, Walton Goggins, John Leguizamo, Bill Pullman och Tony Hale.

## Rollista
| Jesse Eisenberg   | – Mike Howell           |
| Kristen Stewart   | – Phoebe Larson         |
| Topher Grace      | – Adrian Yates          |
| Connie Britton    | – Victoria Lasseter     |
| Walton Goggins    | – Laugher               |
| John Leguizamo    | – Rose                  |
| Bill Pullman      | – Raymond Krueger       |
| Tony Hale         | – Peter "Petey" Douglas |
| Monique Ganderton | – Crane                 |
| Stuart Greer      | – Sheriff Bernie Watts  |
| Lavell Crawford   | – Big Harold            |